# Dometaia
Dometaia è una località del comune italiano di Colle di Val d'Elsa, nella provincia di Siena, in Toscana.

## La necropoli etrusca

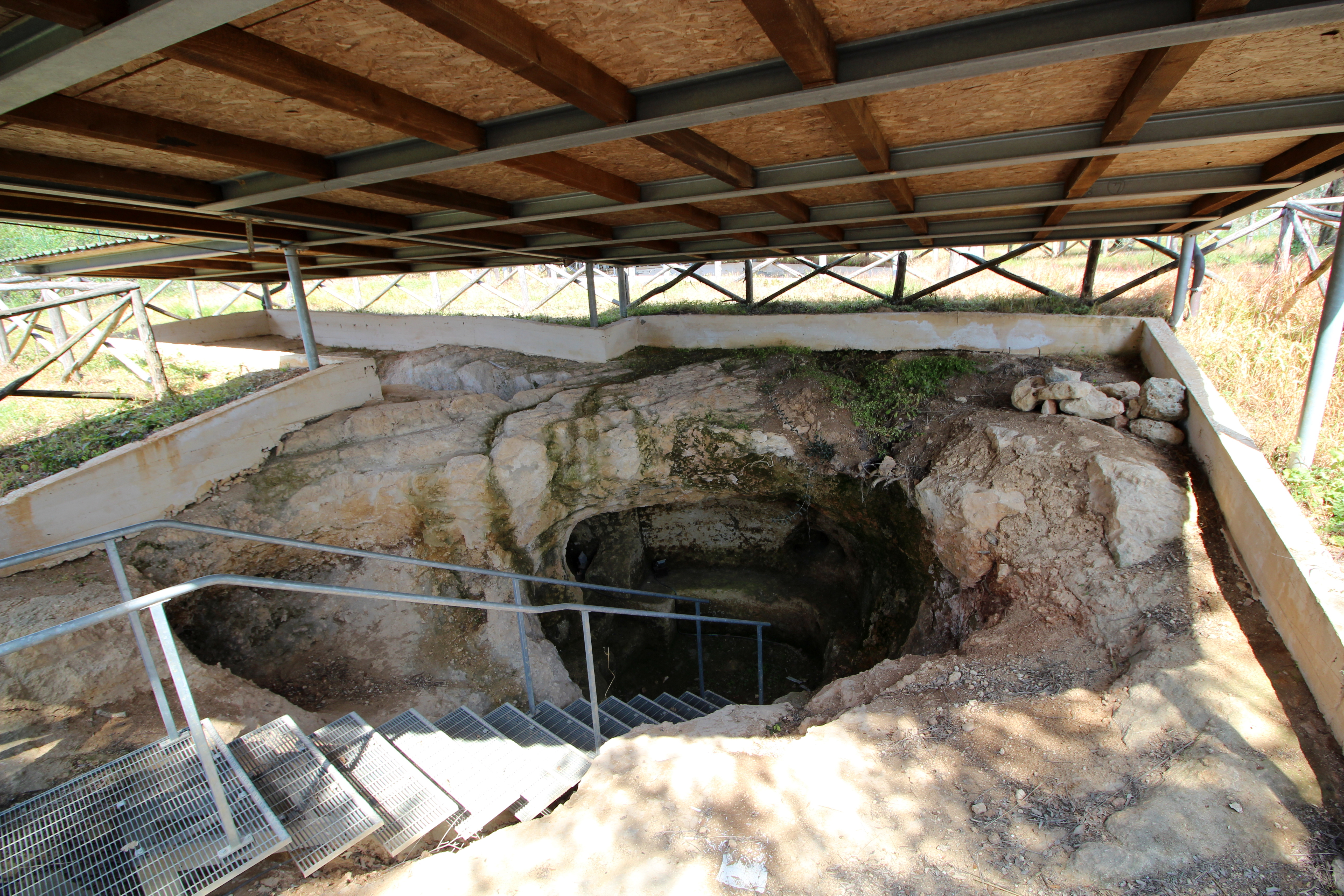
La necropoli di Dometaia

Nei pressi della località si trova l'omonima necropoli etrusca, conosciuta fin dalla metà del XIX secolo, ma solo negli ultimi decenni del XX secolo è stata oggetto di più attenti scavi e di una notevole opera di ripulitura e sistemazione ad opera del Gruppo archeologico colligiano di concerto con la Sovrintendenza Archeologica Toscana diretta da Guglielmo Maetzke.
Le tombe a camera erano state tutte violate e già quasi completamente private del materiale che contenevano: parte di questo è conservato presso il Museo archeologico nazionale di Siena; scarsi quindi i reperti recuperati nelle 16 tombe oggetto di ripulitura negli anni che vanno dal 1972 al 1978.
Un'ulteriore tomba fu poi scoperta nel 1994: al suo interno furono recuperati frammenti di interessanti vasi che, ricomposti, sono andati ad arricchire il Museo archeologico Ranuccio Bianchi Bandinelli di Colle di Val d'Elsa.
Fanno parte dell'area archeologica cinque grandi ipogei gentilizi, risalenti al VI secolo a.C., dotati di un vestibolo centrale e di camere con sedute. Le altre tombe, sicuramente appartenute a ceti non gentilizi, sono a pianta quadrata o circolare.
L'amministrazione comunale di Colle di Val d'Elsa, di concerto con il Gruppo archeologico colligiano, ha intrapreso la realizzazione di un parco archeologico che ha in Dometaia il fulcro principale.